# 384 v.Chr.
Het jaar 384 v.Chr. is een jaartal volgens de christelijke jaartelling. 

## Gebeurtenissen

### Griekenland
- Sparta dwingt Mantinea haar stadsmuren af te breken.
- Griekse kolonisten stichten op het Kroatische eiland Hvar de handelsnederzetting Pharos (huidige Stari Grad).

### Italië
- De Romeinse consul Marcus Manlius wordt beschuldigd van tirannie en ter dood veroordeeld, hij wordt van de Tarpeïsche rots geworpen.

## Geboren
- Aristoteles (~384 v.Chr. - ~322 v.Chr.), Grieks filosoof
- Demosthenes (~384 v.Chr. - ~322 v.Chr.), Grieks staatsman en redenaar

## Overleden
- Marcus Manlius, Romeins consul en politicus